# 上野忠美
上野 忠美（うえの ただみ、1948年12月9日-　）は、広島県出身のプロゴルファーである。ミズノ所属。

## 略歴
崇徳高等学校卒業。15歳の時からゴルフを始める。1973年4月7日にプロ転向、中四国オープン優勝、以来今大会は3連覇を果たすなどレギュラーツアー7勝を挙げ、プロ転向5年目にして初のシード入りを果たす。その後2年間シードを保持したが、あるトーナメントの練習ラウンド中に、ちょっとしたイタズラが原因で調子を落とし、4年間シード落ちを経験。1983年に再びシード入りを果たすが、翌年から2年間は再びシード落ちとなる。この時期の本人談では、「正直いってツアーをやめようと思った」と語っている。1986年に三度目のシード入りを果たし、1991年のJCBクラシック仙台の優勝以降、極度のスランプに陥り、一時はトーナメントをあきらめていたが、シニアとなって再挑戦する。その後、常にシニアツアー賞金ランクの上位をキープしている。1999年、シニアのデビュー戦となった日本プロゴルフシニア選手権大会で優勝し、初出場初優勝をシニアのメジャーで飾った。以後安定した成績でシードを守っている。

## 人物
- 得意クラブはドライバーである。
- 愛車はトヨタブランド。
- 好物は肉類である。
- 座右の銘・好きな言葉に「我慢」とある。
- 息子はプロゴルファーの上野展之である。
- 広島市西区の三滝ゴルフセンターは上野が経営している。また、母校の崇徳高校ゴルフ部は三滝ゴルフセンターで練習している。

## 主な戦績
レギュラー
- 1975年 - 中四国オープン
- 1976年 - 中四国オープン
- 1977年 - 中四国オープン
- 1978年 - 阿蘇ナショナルパークオープン
- 1979年 - 瀬戸内海オープン
- 1986年 - 中四国オープン
- 1989年 - 中四国オープン
- 1991年 - JCBクラシック仙台

シニア
- 1999年 - 日本プロシニア
- 2001年 - キョーエイ産業鷹の巣シニア

## 主な出演番組
- RCC「ゴルフの花道」